# Sporting Clube da Beira
Sporting Clube da Beira é um clube de futebol  moçambicano baseado na cidade da Beira, na central província de Sofala. Venceu a Taça de Moçambique em 1979 e participou por, pelo menos 10 ocasiões, na primeira divisão do futebol moçambicano, o Moçambola.
Em 2017, a equipa técnica era dirigida Hilário Manjate, acompanhado de Abdul Taibo.
Em 2016, o Sporting da Beira foi campeão do Campeonato Provincial de Sofala, qualificando-se para a Liga de Honra (Zona Centro) com o Têxtil do Punguè. Ainda a nível provincial, venceu a SuperTaça 2015 (3-2 frente aos Ferroviário da Beira), ficou em 2.º lugar na Taça de Honra e 4.º no Torneio de Abertura.
Na Zona Centro do Campeonato Nacional da 2.ª Divisão (Liga de Honra) de 2016, os "leões" da Beira, dirigidos por Rogério Chapo e Abdul Omar, venceram a Série B mas perderam na etapa final com o Textáfrica (2-0 no Chimoio e 0-1 na Beira) que seguiria para disputar o Moçambola 2017.
Quanto à Taça de Moçambique 2016, Sporting da Beira acabou por desistir da competição devido à tensão político-militar.

## História
Sporting Clube da Beira foi fundado a 17 de Outubro de 1929. Em 1978, transformou-se no Palmeiras da Beira. Foi re-fundado em  17 de Dezembro de 2009 como Sporting Clube da Beira.
É a filial n.º 39 do Sporting Clube de Portugal.
Das suas fileiras saiu Manaca (Carlos Alberto Manaca Dias), em meados da década de 1960 para jogar no Sporting Clube de Portugal.
Também o internacional português Romeu (Romeu Fernando Fernandes da Silva), passou pelos  "leões" da Beira onde se sagrou campeão provincial do escalão júnior.
Quanto a participações primeiro escalão, no Campeonato Moçambicano de Futebol, o Sporting da Beira conta com pelo menos 10 participações (1974, 1979, 1982, 1983, 1984, 1988, 1989, 1990, 2010 e 2011).

## Estádio
O Sporting Clube da Beira compartilha o Estádio do Ferroviário, com o Clube Ferroviário da Beira.

## Palmarés
- Taça de Moçambique: 1979 (2-2 Têxtil do Punguè (5-4 p))
- Campeonatos provinciais de Sofala: 1975, 1981,[1] 1987,[1] 2009, 2013, 2014, 2015 e 2016[2]
- Taça de Honra de Sofala: 2011, 2015